# Østlig træk-ugle
Østlig træk-ugle (Heliothis adaucta) er en sommerfugl af familien ugler (Noctuidae), i gruppen natsommerfugle. Arten er almindelig i Europa.